# Flaux
Flaux es una comuna francesa situada en el departamento de Gard, en la región de Occitania.

## Demografía
| 119 | 113 | 134 | 167 | 239 | 261 | 352 |
| Para los censos de 1962 a 1999 la población legal corresponde a la población sin duplicidades (Fuente: INSEE [Consultar]) |     |     |     |     |     |     |